# تكريزة
التكريزة عادة دمشقية عريقة تُمارس منذ قرون، حيث يجتمع الناس مع أقاربهم وأصدقائهم وجيرانهم في أجواء الطبيعة مُحتفلين بقدوم شهر رمضان، وما زالت هذه العادة مُقامةً على الرغم من الظروف المادية الصعبة خلال الحرب الأهلية في سوريا ما يزيد الأُلفة والمحبّة.
يصف هيثم طباخة، عضو البيت الدمشقي للتراث، التكريزة بأنها "توديعة لشهر شعبان واستقبال لشهر رمضان"، إذ تخرج العائلات في سيران (رحلة ترفيهية) إلى الربوة أو الغوطة، حاملين معهم الطعام والمشروبات التي تُقدم عادةً في رمضان، مثل المجدرة واللحوم والمشاوي.
كانت التكريزة تُقام في أجواء ودّية حيث تتولّى النساء إعداد الطعام وينشغل الشباب والرجال بولعب الألعاب الشعبية، مثل لعبة الطاولة والورق وغيرها، مع أناشيدَ ومواويل شعبية، تبدأ هذه النزهة في النهار وتنتهي بعد العصر، لِتُكوّن ذكريات لا تُنسى عن استقبال هذا الشهر.

## أصل التسمية
يشير بعض المؤرخين إلى أن التكريزة كلمة سورية قديمة، وحاول بعضهم تحويلها إلى "كزدورة"، ولكن من المعروف أن الكزدورة مشوار قصير المسافة، أما التكريزة فتمتد إلى مسافاتٍ أبعد، مثل الربوة ودمر والهامة، وقد يبتعدون إلى عين الفيجة وأشرفية الوادي.